# Зитерс
Зитерс (њем. Sitters) општина је у њемачкој савезној држави Рајна-Палатинат. Једно је од 81 општинског средишта округа Донерсберг. Према процјени из 2010. у општини је живјело 121 становника. Посједује регионалну шифру (AGS) 7333072.

## Географски и демографски подаци
Зитерс се налази у савезној држави Рајна-Палатинат у округу Донерсберг. Општина се налази на надморској висини од 198 метара. Површина општине износи 2,6 km². У самом мјесту је, према процјени из 2010. године, живјело 121 становника. Просјечна густина становништва износи 46 становника/km².